# VI. Ince pápa
VI. Ince (Beyssac, 1282 – Avignon, 1362. szeptember 12.) uralkodói névvel lépett fel a római katolikus egyház legfőbb méltóságának trónjára a történelem 199. pápája. Ő volt az ötödik egyházfő az avignoni fogság alatt, aki tízéves uralkodása alatt fontos változásokat hozott az egyházi szervezetben. Ez elkerülhetetlen volt, hiszen elődje, VI. Kelemen pápa teljesen kiürítette a pápai kincstárat, így a pénzügyeket és az egyházi szervezetet újra erős kézzel kellett megragadnia Krisztus földi helytartójának. Ince felismerte a rendteremtés súlyát, és kiválóan sikerült visszarendeznie a XXII. János pápa által megalkotott kissé kapzsinak is nevezett egyházi szervezetet. A kincstár rémes állapota miatt Ince pontifikátusa szinte teljes egészében a rendrakás jegyében telt. De volt egy másik nagyon fontos törekvése is a pápának. Róma és a pápai állam teljes visszaállítását és anarchiájának felszámolását is küldetésének tartotta. Ezzel megindította a pápák visszaköltözésének folyamatát.

## Élete a pápai trónig
Étienne Aubert néven született 1282-ben a Limoges tartományban álló Les Monts-ban, amely a mai Beyssac városkának felel meg. Ifjú koráról és származásáról semmit nem őriztek meg a krónikák, de annyi bizonyos, hogy a vallásos család hatására kezdte meg tanulmányait Toulouse-ban. Feltehetőleg gazdag családból származott, hiszen anyagi és személyes befolyás nélkül akkoriban csak úgy kerülhetett valaki egyetemre, hogy korábban szerzetesnek állt. Étienne civil jogot tanult, amelynek elvégzése után a város legfőbb jogi méltósága lett. Jogi karrierjének csúcsán valószínűleg XII. Benedek pápa rábeszélésére az egyház szolgálatába állt. 1338-ban Noyon püspökévé szentelték fel. Benedek akkoriban a pápai udvar szerkezetének módosításával foglalatoskodott, amelyben elsődleges szempontként az erkölcsösség és az igazság szerepelt. Ebben az átszervezésben segédkezhetett Étienne, aki hasonló tulajdonságokkal rendelkezett, mint Benedek. Ezek miatt a közös vonások miatt a pápa és a püspök kiváló kapcsolatot tartottak fenn, és később az itt tanultakat felhasználta pápasága idején is. 1340-ben Clermont püspöke lett, majd 1342-ben bíborosi rangra emelték. 1352-ben Ostia bíboros-püspöke lett és egyben a pápának fenntartott bűnbocsánati esetek intézője, azaz a Poenetentiaria vezetőjeként a penitenciáriusi hivatalt viselte.

1352. december 6-án VI. Kelemen halála után a bíborosi kollégium huszonöt tagja gyűlt össze konklávéra az avignoni palotában. A huszonöt kardinálisból akkorra már csak két nem francia származású főpap volt. Ebből kifolyólag a választás viszonylag gyorsan lezajlott. Étienne megválasztása azonban eltért az eddig megszokott ügymenettől. Ő volt az első egyházfő, akinek megválasztása előtt a bíborosok írásban vették szavát bizonyos ígéretek megtartására. Az úgynevezett capitulationes elfogadása után adták voksukat a bíborosok a jelöltre. Így Étienne bíboros kötelezte magát arra, hogy nem szentel fel újabb bíborost addig, amíg a kollégium tagjainak száma le nem csökken 16-ra, és akkor is csak annyit nevezhet ki, hogy az összlétszám húsz legyen. Ezen felül a bíborosok testületének kétharmados beleegyezése kellett egy újabb kardinális megválasztásához. Ez a bíborosok hatalmának egyértelmű növekedését jelezte. A pápai hatalom egy részét próbálták meg ezzel a szerződéssel kisajátítani. Étienne aláírta a capitulationest, de kikötötte, hogy csak akkor teljesíti a szerződésben foglaltakat, ha azok nem sértik az egyházi törvényeket. Így 1352. december 18-án a kollégium bátran választotta meg pápának az ostiai bíborost. A koronázás után Étienne felvette a VI. Ince uralkodói nevet. Ezzel megkezdődött az ötödik pontifikátus Avignonban.

## Az építő pontifikátus
Ince trónra lépése után határozott irányvonalakat szabott a pápai udvar és az egyház számára. Koronázási beszédében is kitűnt, hogy Kelemen tékozló uralkodása után az ő feladata a Szentszék anyagi és erkölcsi rendjének helyreállítása lesz. Ennek keretében legelső döntésével semmisnek nyilvánította a megválasztása előtt aláírt capitulationes tartalmát, mert azt a kánoni törvényekkel ellentétesnek nevezte. A szerződés lehetetlenné teszi a pápa szabad döntését, amely a kánoni jog szerint Istentől származik, és ezért azt nem lehet korlátozni. 

Közvetlenül a bíborosok hatalmának visszaszorítása után nekilátott a pápai kincstár állapotának helyrehozatalában. Több adót visszaállított, amelyet korábban XII. Benedek eltörölt, majd igyekezett visszaszorítani a kúria költségeit. Egyházi átok terhe mellett kötelezte a főpapokat, hogy saját egyházmegyéjükben tartózkodjanak. A korábbi egyházfők alatt ugyanis rengeteg érsek és püspök tartózkodott a pápai palotában, amelynek költségei szintén a kúriát terhelték. Ezek után karcsúsította a pápai udvar szervezetét, több hivatalnoki pozíciót felszámolt. Egyszerűsítésre törekedett, elutasította a pápai udvar pompáját, a felhalmozott műkincseket inkább áruba bocsátotta, mint gyűjtötte, bár a krónikák feljegyzései szerint Ince is rajongott a művészetekért. Nem volt ritka, hogy egyesek korábbi kinevezését visszavonta, keményen fellépett a több méltóságot birtoklókkal szemben. Felszenteléseiben szigorúan az alkalmasság elvéhez ragaszkodott, és komolyan átgondolta a főpapi székek betöltését. Emellett azonban a nepotizmust nem vetette el, és az ő rokonai is elárasztották a pápai udvart és a bíborosi kollégiumot. 

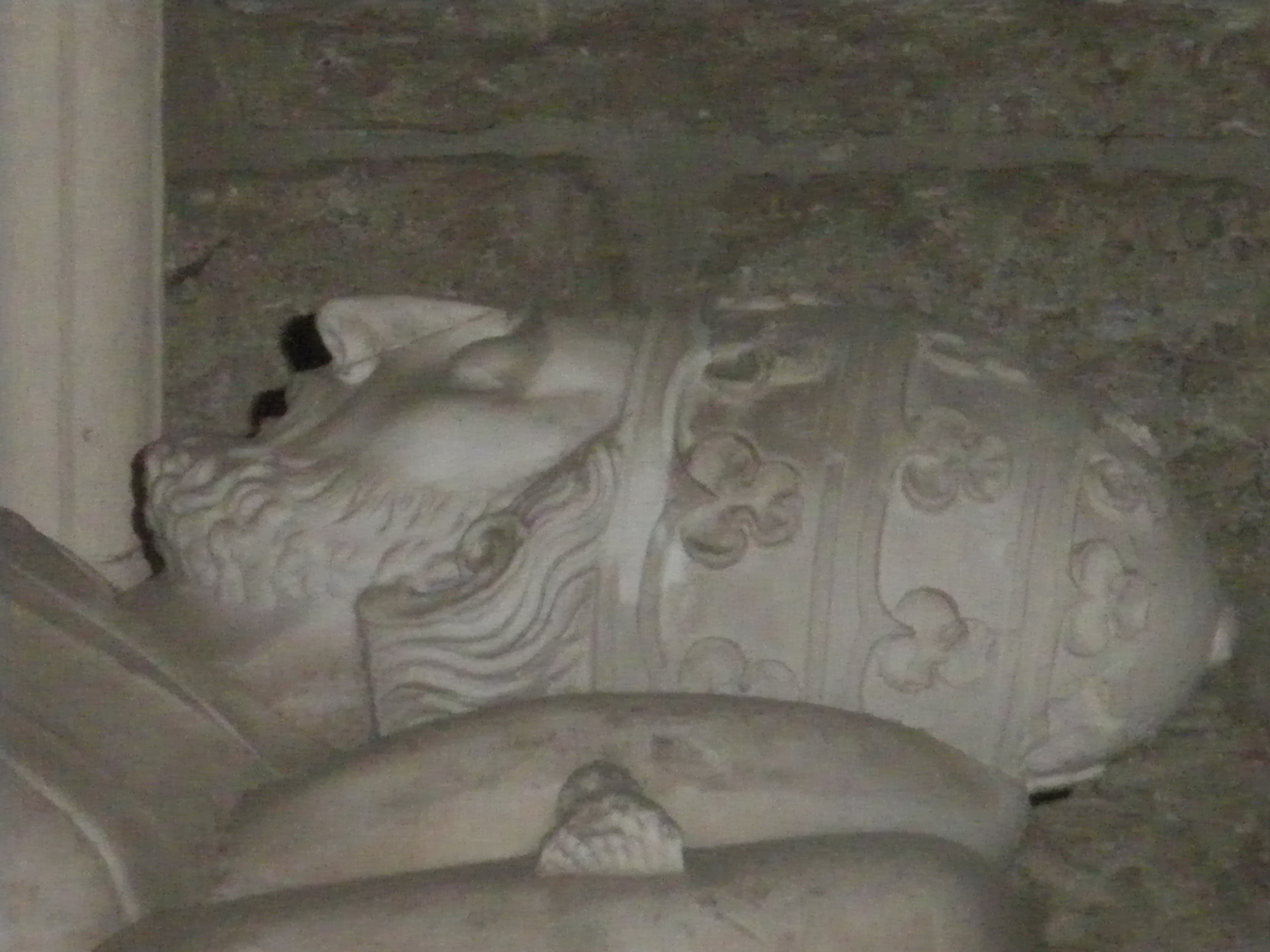
VI. Ince pápa

Ince megszorításai csak lassan jártak eredménnyel, éppen ezért a pápa jövedelmeinek növelése érdekében vissza akarta szerezni itáliai birtokait. A pápai állam és Róma anarchiába süllyedt vagy apró államokra esett szét. Az 1352-ben Avignonba menekülő Cola di Rienzo kiváló szövetségesnek tűnt Ince számára. A pápa közvetlen uralma alá tartozó területek adói létfontosságúnak számítottak a pápai udvar és az egyház pénzügyi fennmaradásának érdekében. Ezért di Rienzot és a spanyol Toledo érsekét, Albornoz kardinálist a pápai birtokok korlátlan hatalmú urainak nevezte ki. Minden anyagi támogatást megadott nekik, hogy sikerre vigyék a pápai hatalom megszilárdítását Itália középső részén. 1354-ben Cola di Rienzot ugyan meggyilkolták a római nemesek, Albornoz serege azonban sikert sikerre halmozott. A bíboros erőskezű és néhol kegyetlen hadvezérnek bizonyult, aki erős pápai hadak élén leverte a városállamok népi felkelését, és a római Orsinik illetve Colonnák is vereséget szenvedtek tőle. Albornoz Bologna városát is visszacsatolta a pápa közvetlen irányítása alá. Ince sikereinek legfőbb támasza a Német-római Birodalomból érkezett. A trónra lépő Incét azonnal üdvözölte IV. Károly, német király. Ince békés kapcsolatot tartott fenn a német udvarral, és szövetséget kötött az uralkodóval, hogy amennyiben segít helyreállítani a rendet a Pápai Államban, császárrá koronázza őt az örök városban. Károly segítségével pár éven belül sikerült száműzni az anarchiát a sokat szenvedett Itáliából. 

1355 húsvétjának vasárnapján a pápa által kinevezett legátus és az ostiai bíboros Rómában császárrá koronázta Károlyt, azzal az előfeltétellel, hogy Károly még a koronázás napján seregével együtt elhagyja a várost. Ez meg is történt, és Károly lemondott az itáliai császári birtokokról is. Azonban hamarosan megromlott a császár és a pápa viszonya, ugyanis Károly 1356-ban a metzi birodalmi gyűlésen kiadta Aranybulláját, amelyben elismerte, hogy a Német-római Birodalom valójában független államocskák szövetsége, amelynek belügyeibe a császárnak nincs hatalma beleszólni. A bulla szentesítette az eddigi gyakorlatot, miszerint a hét választófejedelem jelöli ki az új német királyt, akinek megerősítése már nem függ a pápától. A bulla tehát szétválasztja az évszázadok óta egy tőből fakadó császári és pápai hatalmat. Károly minden korábbi pápai előjogot hallgatólagosan semmisnek nyilvánított, amely ellen Ince tiltakozott. A vita nem fordulhatott komolyabbra, hiszen az egyházfőnek is be kellett látnia, hogy a császár feletti hatalommal semmire sem megy, hiszen a császárnak tulajdonképpen csak annyi joga maradt a bulla szerint, hogy összehívja és feloszlassa a birodalmi gyűlést.
Ince a béke híve volt, éppen ezért nemzetközi politikájában is igyekezett ezt megvalósítani. Az 1339-ben kirobbanó százéves háború trónra lépésekor újabb lendületet kapott. Ince hathatós közreműködésével Anglia és Franciaország 1360-ban megkötötte a Brétigny-i szerződést, amely újra békét hozott a két szomszédos államnak. A háborúk más terhet is jelentettek Ince pontifikátusára. A háborúban garázdálkodó seregek gyakran Avignont is fenyegették. Ezért az amúgyis kimerült pápai kincstárnak hatalmas erőfeszítésébe került, hogy újabb falakat emeljenek a palota köré. A béke hírnökeként igyekezett újraegyesíteni a keleti egyházakat és a római széket. V. János, bizánci császár aktív levelezésbe fogott Incével, és megígérte, hogy a konstantinápolyi és az örmény egyházakat róma fennhatósága alatt egyesíti, amennyiben a pápa segít elmozdítani a trónról a bitorló VI. Jánost. Azonban a pápa erőit teljesen lekötötte Albornoz bíboros hadjáratának támogatása, így a nagy egyházszakadás felszomálsa újra elodázódott. Uralkodásának utolsó éveiben Ince igyekezett egy hatékony keresztes háborút szervezni a Spanyolországot fenyegető arab seregek ellen. De nem sikerült kibékítenie egymással Aragónia és Kasztília királyát, így ez a terve is kudarcot vallott. 

1362. szeptember 12-én halt meg Avignonban. Síremléke ma a Villeneuve-les-Avignon-i karthúzi kolostor altemplomában látható.

## Művei
- Documenta Catholica Omnia (latin nyelven). (Hozzáférés: 2011. december 6.)

| Előző pápa: VI. Kelemen | Római pápa 1352 – 1362 | Következő pápa: V. Orbán |